# 7ª Sección Electoral de la Provincia de Buenos Aires
La 7ª Sección Electoral de la Provincia de Buenos Aires es una de las 8 secciones electorales en la cual se divide la Provincia de Buenos Aires para la elección de sus legisladores provinciales. Esta sección aporta 6 diputados provinciales y 3 senadores provinciales.
Según el último padrón electoral (2021) está compuesta por 277.250 electores habilitados para votar en 845 mesas. 
Comprende los partidos de Azul, Bolívar, General Alvear, Olavarría, Roque Pérez, Saladillo, Tapalqué y Veinticinco de Mayo.